# Технологічна документація
Технологі́чна документа́ція (англ. technological documentation) — комплекс текстових і графічних документів, котрі визначають окремо або в сукупності технологічний процес виготовлення або ремонту виробу (включаючи контроль і транспортування) і що містить необхідні дані для організації виробництва. Є одним з важливих видів технічної документації.
Система технологічної документації — комплекс національних стандартів, які встановлюють взаємопов'язані правила розробляння, оформлювання та обігу технологічної документації.
Згідно ДСТУ 3278-95:
Технологічна документація — сукупність документів, які визначають технологічний процес виготовлення (або ремонтування) виробу..
Комплекс стандартів і керівних нормативних документів, що встановлюють взаємопов'язані правила і положення щодо порядку розроблення, комплектації, оформлення та обігу технологічної документації, що застосовується при виготовленні та ремонті виробів має назву «Єдина система технологічної документації» (ЄСТД).

## Види технологічної документації
- документи загального призначення (для всіх виглядів різноманітних робіт)
- документи спеціального призначення (на технологічні процеси, спеціалізовані по окремим виглядам робіт)

### Технологічні документи загального призначення
- маршрутна карта — це технологічний документ, що містить маршрутний або маршрутно-операційний опис операцій виготовлення чи ремонту виробу (його елементів), включаючи контроль і переміщення по усіх операціях у технологічній послідовності, з вказівкою даних про обладнання, технологічне оснащення, матеріальні нормативи та трудові затрати;
- карта ескізів — графічний документ, що містить ескізи, схеми та таблиці, призначені для пояснення проведення технологічного процесу, операцій або переходу виготовлення (ремонту виробу), включаючи контроль і переміщення. Для обробки різанням ці карти виконують у вигляді ескізів налагоджування (схеми установи заготовок з вказанням отримуваних розмірів з допусками та шорсткості поверхонь обробки). Таблиці й схеми розміщують на вільному полі карти ескізу, праворуч від зображення або під ним;
- технологічна інструкція — це технологічний документ, що містить опис технологічних процесів, методів і прийомів, що повторюються під час виготовлення або ремонту виробу, правил експлуатації засобів технічного оснащення;
- комплектувальна карта — це технологічний документ, що містить дані про деталі, складальні одиниці та матеріали, що входять до комплекту виробу.
- відомості: складальних одиниць, оснащення, матеріалів та ін.

### Технологічні документи спеціального призначення
- операційна карта — це технологічний документ, що містить опис технологічної операції з вказанням послідовного виконання переходів, даних про засоби технологічного оснащення, режими та трудові затрати. Карти розробляють по усіх операціях в умовах серійного та масового виробництва і доповнюють маршрутною картою;
- карта технологічного процесу — це технологічний документ, що містить операційний опис технологічного процесу виготовлення або ремонту виробу (його складових частин) в технологічній послідовності по усіх операціях одного виду робіт, з вказанням переходів, технологічних режимів і даних про засоби оснащення, матеріальні та трудові нормативи.